# L'Illustrazione Italiana

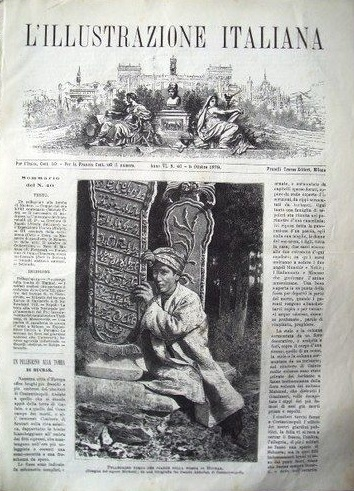
Un numéro de l'hebdomadaire (1879).

L'Illustrazione Italiana est une revue hebdomadaire italienne dont le siège était à Milan, publiée sans interruption de 1873 à 1962 pour un total d'environ 5 000 numéros.
Avec La Domenica del Corriere et La Tribuna illustrata, la revue fait partie des hebdomadaires illustrés les plus lus en Italie depuis la fin du XIXe siècle jusqu'à l'arrivée de la télédiffusion.
Le titre est repris en 1981 et publié par divers éditeurs et est publié de façon aléatoire.

## Histoire

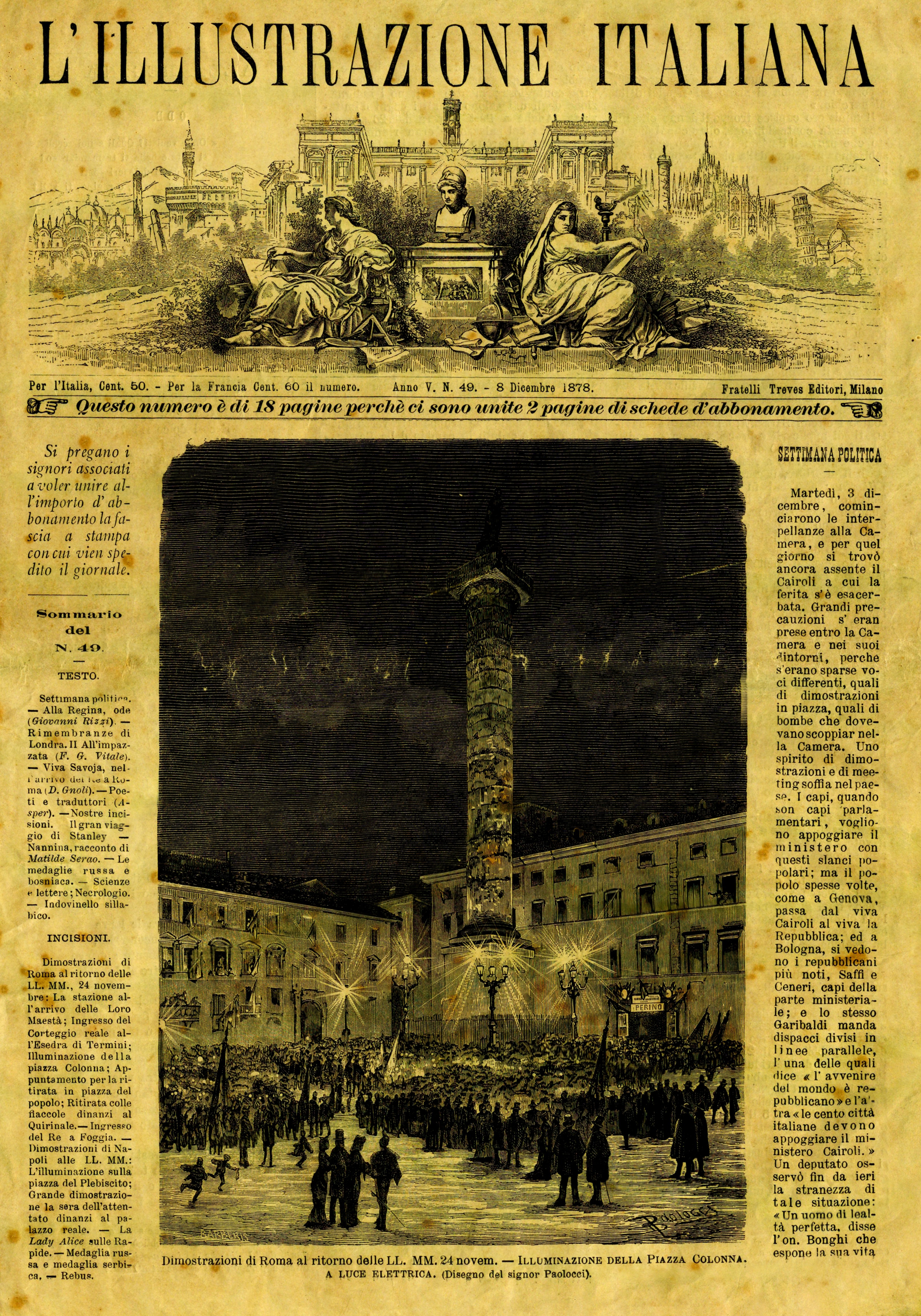
Première page de l'édition du 8 décembre 1878.

La revue est fondée à Milan sous le titre Nuova illustrazione universale, chez la maison d'édition Fratelli Treves. Elle est créée par Emilio Treves, qui est aussi le premier directeur du titre. Parmi les collaborateurs figurent Eugenio Torelli Viollier, qui fondera le Corriere della Sera.
Environ deux ans après sa fondation, le 1er novembre 1875, la revue est rebaptisée L'illustrazione italiana, reprenant le titre que Camillo Cima avait lancé en 1863. Elle commence à se répandre dans les milieux de la moyenne-haute bourgeoisie, grâce à la qualité des articles et surtout des illustrations, souvent confiées à des artistes de renom tels que Achille Beltrame, Pietro Scoppetta et Ettore Ximenes qui a également occupé le poste de directeur adjoint.
Outre le travail d'artistes célèbres, la valeur des sources iconographiques est également due au choix d'utiliser des gravures sur bois pour l'impression plutôt que des lithographies, ce qui a permis d'obtenir un rendement très élevé des esquisses de base. Cette qualité s'est maintenue au fil du temps, même après l'avènement de la photographie, une technique qui a vu dans les pages de la revue quelques-uns des meilleurs photojournalistes nationaux : Armando Bruni, Mario Crimella, Giulio Parisio et Emilio Sommariva. La première photographie a été publiée dans le numéro du 18 juillet 1885, il s'agit d'une épée du XVIe siècle conservée au Musée Poldi Pezzoli de Milan. Avec l'avènement de la photographie, le magazine adopte le papier couché, qui garantit une meilleure qualité d'image.
En ce qui concerne la rédaction des textes, le périodique a profité de la collaboration, en tant que chroniqueurs, de quelques-uns des plus grands noms de la littérature italienne, parmi lesquels Giosuè Carducci, Grazia Deledda, Luigi Pirandello (prix Nobel de littérature), Giovanni Verga, Gabriele D'Annunzio, Luigi Capuana et Edmondo De Amicis.
La revue a également publié des numéros spéciaux en couleur réalisés à l'occasion des fêtes de fin d'année, servis par les auteurs Matilde Serao et Ada Negri, tandis que la partie iconographique était confiée à des peintres comme Eduardo Dalbono, Alberto Della Valle, Giulio Aristide Sartorio, Francesco Paolo Michetti, Arnaldo Ferraguti et Gioele Ferraguti.
La grande fortune de l'hebdomadaire dure jusqu'à la mort d'Emilio Treves survenue en 1916, après quoi, malgré la présence parmi ses collaborateurs d'écrivains comme Eugenio Montale, Elio Vittorini, Salvatore Quasimodo, Riccardo Bacchelli, Niccolò Giani et Sergio Solmi, la revue a commencé à montrer des signes d'un lent déclin.
La promulgation des Lois raciales fascistes accélère le processus. En 1939, Treves doit céder l'entreprise à Garzanti. Vers le milieu de l'année 1942, après les événements de la Seconde Guerre mondiale, L'illustrazione ralentit sa publication, jusqu'à ce qu'en 1951 Livio Garzanti la transforme en revue mensuelle. Les années 1950 voient la croissance vertigineuse des rotogravures, hebdomadaires populaires d'actualité. L'illustrazione italiana voit son espace progressivement réduit jusqu'à sa fermeture par Garzanti en décembre 1962.
Après une brève parenthèse entre 1972 et 1973, le magazine est de nouveau suspendu. En octobre 1981, l'éditeur Guanda reprend la publication avec une édition tous les deux mois, comme un magazine d'informations et de nouvelles tendances. La tentative n'a pas le succès espéré et le magazine ferme à nouveau en 1996. En 2011, l'éditeur My Way Media commence à proposer tous les deux mois des rééditions commentées des premières pages du magazine.